# 오오니시 류세이
오오니시 류세이（大西流星, 2001년 8월 7일~）는, 일본의 배우, 아이돌이다. 효고현 출신. STARTO ENTERTAINMENT 소속. 

## 내력
오디션을 거쳐 2012년 7월에 10살로 쟈니즈사무소에 입소. 그로부터 1개월이 채 지나지 않아 니시하타 다이고, 나가세 렌과 함께 유닛 나니와오지를 결성.
사무소입소 당시 이미 댄스경력이 5년. 댄스스쿨을 통해, 샤무로크(シャムロック)이라고 하는 그룹으로 여러 대회에 출장했던 경험이 있다.
2013년 7월에 스타맨~ 이 별의 사랑 『スターマン・この星の恋』으로 드라마에 첫출연한다.

## 출연

### 드라마
- 스타맨~ 이 별의 사랑 『スターマン・この星の恋』 (2013년 7월 9일 ~ 9월 10일, 칸사이테레비) - 우노 다이 역
- 연하 남자친구 『年下彼氏』 1화 (2020년 4월 11일 ~, 아사히 테레비) - 타쿠미 역

### 영화
- 닌쟈니등장! 미래에의 싸움 『忍ジャニ参上! 未来への戦い』 (2014년, 쇼치쿠) - 후우토의 소년기역
- 칸사이쟈니즈Jr.의 노리자♪드림스테이지! 『関西ジャニーズJr.の目指せ♪ドリームステージ！』 (2016년 4월 16일, 쇼치쿠) - 타치바나 료스케[3]
- 나의 행복한 결혼 『わたしの幸せな結婚』 (2023년, 도호) - 타카이히토 역

### 버라이어티
- 마이도쟈니 (まいど!ジャーニィ〜)（2012년 10월 3일 ~ , BS후지）
- 학교 재발견 버라이어티 아호야넹! 스키야넹! (学校再発見バラエティー あほやねん! すきやねん!) (2015년 4월~ 2016년 3월, NHK)
- 지모티 애정맵, 민나스키야넹! (じもてぃ愛情マップ　みんな すきやねん！) (2016년 4월 10일 ~ 2017년 4월 2일, NHK)
- 마치켄 산죠! ~당신의 거리의 재미있는 검정~ (まちけん参上！～あなたの街のおもしろ検定～) (2017년 4월 9일 ~ , NHK)

### 무대
- 소년들 창살없는 감옥 (2012년 8월 4일 ~ 8월 27일, 쇼치쿠좌)
- ANOTHER（2013년 8월 3일 ~ 8일 27일, 쇼치쿠좌）
- 소년들 세계의 꿈이・・・ 전쟁을 모르는 아이들（2015년 8월 2일 ~ 8월 26일, 쇼치쿠좌)
- ANOTHER & Summer Show（2016년 8월 2일 ~ 8월 26일, 쇼치쿠좌)
- JOHNNYS' Future WORLD（2016년 10월 8일 ~ 10월 25일, 우메다예술극장)
- 동(SixTONES)×서(칸사이쟈니즈Jr.) SHOW합전（2017년 2월 18일 ~ 26일, 신바시연무장)

### 콘서트
- 칸사이쟈니즈Jr. 『X'mas 콘서트 2012』（2012년 12월 2일 ~ 12월 25일, 오사카 쇼치쿠좌）나니와오지
- 칸사이쟈니즈Jr. 『봄방학스페셜콘서트 2013』（2013년 3월 5일 ~ 3월 27일, 오사카 쇼치쿠좌）나니와오지
- 칸사이쟈니즈Jr. 『X'mas 콘서트 2013』（2013년 12월 1일 ~ 12월 25일, 오사카 쇼치쿠좌）출연은 12/1,24,25 스페셜버전과 12/13~16 Kin Kan & 나니와오지
- 칸사이쟈니즈Jr. 『봄방학스페셜콘서트 2014』（2014년 3월 1일 ~ 3월 25일, 오사카 쇼치쿠좌）
- 칸사이쟈니즈Jr. 『X'mas Show 2014』（2014년 11월 30일 ~ 12월 25일, 오사카 쇼치쿠좌）
- 칸사이쟈니즈Jr. 『봄방학스페셜 show 2015』（2015년 3월 21일 - 3월 31일, 오사카 쇼치쿠좌）
- 칸사이쟈니즈Jr. 『X'mas Show 2015』（2015년 11월 29일 ~ 12월 25일, 오사카 쇼치쿠좌）
- 칸사이쟈니즈Jr. 『봄방학스페셜 show 2016』（2016년 3월 31일 - 4월 11일, 오사카 쇼치쿠좌）
- 칸사이쟈니즈Jr. 『X'mas Show 2016』（2016년 11월 30일 ~ 12월 25일, 오사카 쇼치쿠좌）
- 칸사이쟈니즈Jr. 『칸사이쟈니즈Jr. 봄의 SHOW합전』（2017년 3월 4일 ~ 3월 28일, 오사카 쇼치쿠좌）
- 칸사이쟈니즈Jr. 『X'mas Show 2017』（2017년 12월 1일 ~ 12월 25일, 오사카 쇼치쿠좌）